# Lawrence af Arabien
Lawrence af Arabien er britisk film fra 1962 instrueret af David Lean. Filmen er baseret på Thomas Edward Lawrences virke under Første Verdenskrig, hvor Lawrence ledede et samlet oprør mod Det Osmanniske Rige med hjælp fra de arabiske kongeriger. Det blev kendt som Den Arabiske Opstand (1916-1918). Filmen er berømt for dens episke cinematografi af den arabiske ørken. Peter O'Toole spillede hovedrollen som T.E Lawrence og modtog en oscarnominering for sit arbejde, og rollen hører også til hans mest kendte. 

## Plot
Første verdenskrig raser i Mellemøsten, hvor det lykkes den engelske officer T.E. Lawrence at forene de arabiske stammer i et oprør mod tyrkerne. På grund af sin store succes bliver Lawrence uvidende en brik i stormagternes politiske spil. Kombineret med tyrkisk fangenskab og tortur gør det Lawrence til en desillusioneret og forhærdet feltherre. 

## Rollebesætning
| Peter O'Toole   | Thomas Edward "T. E." Lawrence                  |
| Alec Guinness   | Prins Faisal                                    |
| Anthony Quinn   | Auda abu Tayi                                   |
| Jack Hawkins    | General Edmund Allenby                          |
| Omar Sharif     | Sherif Ali ibn el Kharish                       |
| José Ferrer     | Tyrkisk Bej                                     |
| Anthony Quayle  | Øverstkommanderende Harry Brighton              |
| Claude Rains    | Dryden, lederen af det arabiske bureau          |
| Arthur Kennedy  | Jackson Bentley                                 |
| Donald Wolfit   | General Murray                                  |
| Michel Ray      | Farraj                                          |
| I.S. Johar      | Gasim                                           |
| Zia Mohyeddin   | Tafas                                           |
| John Dimech     | Daud                                            |
| Hugh Miller     | Øverstkommandernde ved Royal Army Medical Corps |
| Fernando Sancho | Tyrkisk sergeant                                |